# Simon Rattle
Sir Simon Denis Rattle, OM, CBE (Liverpool, 19 de gener de 1955) és un director d'orquestra anglès. Va adquirir preeminència com a director de l'Orquestra Simfònica de la Ciutat de Birmingham, i fou el director principal de l'Orquestra Filharmònica de Berlín (BPO) entre 2002 i 2018. Actualment és director musical de l'Orquestra Simfònica de Londres.

## Biografia
Rattle va néixer a Liverpool i va estudiar al Liverpool College. Va aprendre piano i violí, però les seves primeres participacions i treballs en l'orquestra simfònica van ser com percussionista. Va ingressar a la Royal Academy of Music de Londres el 1971. Allà va dirigir assíduament, i el 1974, l'any de la seva graduació, va guanyar el Concurs de direcció John Player. Després d'organitzar i dirigir una impressionant versió de la Simfonia núm. 2 de Gustav Mahler mentre encara estudiava a l'Acadèmia, el seu talent va cridar l'atenció de l'agent musical Martin Campell-White i des de llavors aquest ha manejat la seva carrera.

## Carrera a la Gran Bretanya
El 1974, va ser nomenat director assistent de l'Orquestra Simfònica de Bournemouth, i el 1977 director assistent de l'Orquestra Filharmònica Reial de Liverpool. Tanmateix, va ser en el seu període amb l'Orquestra Simfònica de la Ciutat de Birmingham (CBSO) entre 1980 i 1998, que va cridar l'atenció de la crítica i el públic. No solament es va fer molt més destacat en aquest temps, sinó que va convertir l'orquestra en una de les més famoses de la Gran Bretanya. En el temps que va deixar aquell lloc, era un dels directors més reconeguts i la CBSO una de les millors orquestres del món.
La BBC va encarregar al director de cinema Jaine Green fer el seguiment del seu itinerari durant el seu any final amb la CBSO per fer Simon Rattle - Moving On.
Rattle va ser premiat amb un CBE el 1987 i va ser nomenat Knight Bachelor el 1994.

## Amb l'Orquestra Filharmònica de Berlín
El 1999, Rattle va ser designat successor de Claudio Abbado com a director principal de l'Orquestra Filharmònica de Berlín (BPO), considerat àmpliament com un dels llocs de direcció més prestigiosos del món. El nomenament, decidit per votació dels membres de l'orquestra, va ser una cosa controvertida, amb alguns membres de la normalment conservadora orquestra preferint a Daniel Barenboim per al lloc. Malgrat tot, Rattle va guanyar el lloc i va procedir a guanyar-se els seus detractors en rebutjar firmar el contracte fins que s'assegurés que cada membre de l'orquestra rebés un bon sou.
Abans de partir per a Alemanya i a la seva arribada, Rattle va atacar controvertidament l'actitud britànica cap a la cultura en general, i en particular als artistes del moviment Britart, junt amb la baixa subvenció estatal per a la cultura a la Gran Bretanya. Va ser llavors atacat per la seva pobra comprensió de l'art conceptual i de les arts visuals.
Des del seu nomenament, Rattle ha reorganitzat l'Orquestra Filharmònica de Berlín en una fundació, comprenent les seves activitats més sota el control dels seus integrants que dels polítics. També va assegurar un dramàtic augment dels sous dels membres de l'orquestra, havent baixat en els últims anys. Va donar el seu primer concert com a director titular de la BPO el 7 de setembre de 2002, dirigint Asyla de Thomas Adès i la Simfonia núm. 5 de Mahler, execucions que van rebre brillants ressenyes de la premsa mundial i que van ser gravades en Cd i DVD per EMI.

## Aportacions
Rattle ha dirigit una gran varietat d'estils musicals, entre ells alguns amb instruments contemporanis de l'època en què van ser compostes, però és més conegut pels seus interpretacions de compositors d'inicis del segle XX com ara Mahler, amb un enregistrament de la seva Simfonia núm. 2 que va obtenir diversos premis en el seu llançament i ha estat considerada per alguns com el seu millor enregistrament fins a la data. També ha recolzat molt la música contemporània. El seu meticulós treball en algunes de les grans obres del Romanticisme ha forjat un estil de força d'intensitat. Això està exemplificat en el seu cicle de les simfonies de Beethoven amb l'Orquestra Filharmònica de Viena - si bé l'execució orquestral és notablement vienesa, hi ha una notable qualitat d'instruments del període en el so, convertint al cicle en un dels més refrescants i incandescents dels anys recents. Els seus nous enregistraments amb l'orquestra de Berlín han estat, majoritàriament, molt favorablement rebuts, notablement les dels poemes simfònics de Dvořák i La Mer de Debussy. La Gramophone Magazine va lloar l'última com un «magnífic disc» i va fer comparacions favorables amb les interpretacions de l'obra pels predecessors immediats de Rattle, Claudio Abbado i Herbert von Karajan. També ha treballat amb el famós mundialment Cor de Nens de Toronto. Recentment, Rattle i la BPO han gravat The Planets, de Gustav Holst (EMI), que va ser elegit l'Orchestra Choice de la revista musical BBC.

## Vida personal
Rattle s'ha casat tres vegades. El seu primer matrimoni va ser amb Elise Ross, una soprano nord-americana, amb la qual va tenir dos fills. Es van divorciar el 1995 després de 15 anys de matrimoni. La seva segona esposa va ser Candace Allen, una escriptora nascuda a Boston. La seva tercera esposa és la mezzosoprano txeca Magdalena Kožená, amb la qual té dos fills anomenats Jonas i Milos.

## Cinematografia
Apareix al documental Rhythm Is It! de Thomas Grube i Enrique Sánchez Lansch en el qual es reflecteix la preparació d'un concert popular a la sala Treptow-Arena de Berlín, en el qual la Filharmònica de Berlín dirigida per Rattle va interpretar La consagració de la primavera mentre 250 nens i joves no professionals, procedents d'instituts de tot Berlín, ballaven una coreografia de Royston Maldoom.

## Guardons
- Premi don Juan de Borbón de la Música, 2008.[1]